# 馬龍尼禮天主教洛杉磯黎巴嫩聖母教區
馬龍尼禮天主教洛杉磯黎巴嫩聖母教區 （拉丁語：Eparchia Dominae Nostrae Libanensis in civitate Angelorum in California  Maronitarum）是一個位於美國的東儀天主教教區（馬龍尼禮教會），管轄美國中、西部。
教區成立於1994年1月18日，2009年有教友44,919人、廿八個堂區、四十六名司鐸。現任教區主教為羅伯特·若瑟·沙欣。